# Aart Staartjes

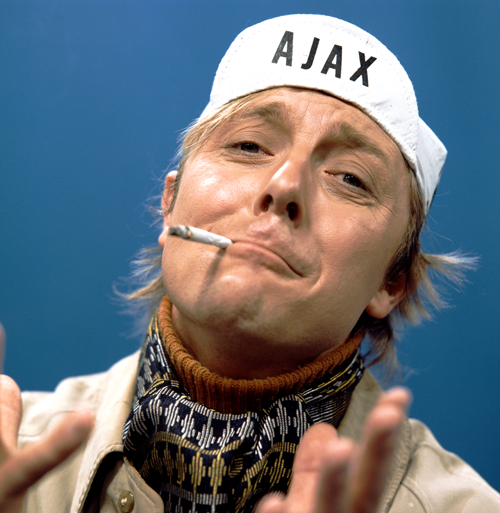
Aart Staartjes in der Stratemakeropzeeshow

Aart Staartjes (* 1. März 1938 in Amsterdam; † 12. Januar 2020 in Groningen) war ein niederländischer Schauspieler, Regisseur, Fernsehmoderator und Dokumentarfilmer. Er war bekannt für seine Rolle in der niederländischen Sesamstraße. In dieser Show hieß sein Charakter Meneer Aart (Mr. Aart).
Staartjes präsentierte den jährlichen Einzug des Sinterklaas in den Niederlanden. und moderierte 2001 die ersten Folgen der Kindersendung Sinterklaasjournaal.

## Leben

### Jugend
Aart Staartjes wurde in Nieuwendam, einem Stadtteil von Amsterdam-Noord, geboren. Er hatte einen älteren Bruder und eine jüngere Schwester. Sie lebten in einem Haus am Nieuwendammerdijk. Sein Vater, sein Großvater und ein Onkel von ihm arbeiteten in einer Tischlerei hinter dem Haus. Staartjes besuchte die Grundschule im Alter von acht Jahren. Danach ging er zum Mulo in Amsterdam, gefolgt von der Kweekschool, einem Lehrerseminar. Er verließ die Kweekschool 1958 und besuchte stattdessen die Theaterschule.

### Karriere
Nach seinem Abschluss an der Toneelschool trat Staartjes mit verschiedenen Unternehmen auf. Er gab sein Debüt 1961 in Meneer Topaze, basierend auf einem Stück von Marcel Pagnol aus den 1930er Jahren. Er trat in einer Reihe von Fernsehshows auf und startet 1967 die Show Woord voor Woord für den Interkerkelijke Omroep Nederland (IKON). Er gab die Stimme von Rocus, dem „freien Vogel“ in der Kindersendung Fabeltjeskrant.
Ein entscheidender Moment in Staartjes Karriere war 1972, als der Sender VARA ihn bat, eine Kindershow zu entwickeln. So entstand die Die Stratemakeropzeeshow, bei der er auch ein fester Bestandteil war.

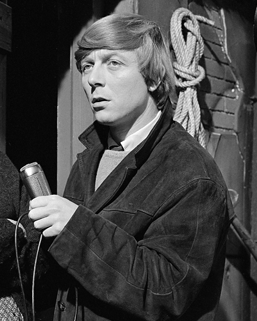
Aart Staartjes in Hadimassa 1967

Nachdem die Kindersendung 1974 geendet hatte, trat er in Ome Willems Film mit Edwin Rutten auf, einer Show, die bis 1989 lief.
Er war der Synchronsprecher von Bernard, Diakon Eule und dem Hasen in Bernard und Bianca – Die Mäusepolizei.
Im Jahr 1984 begann Aart Staartjes die Rolle des Mr. Aart in der niederländischen Version der Sesamstraße. Diese spielte er bis 2018, als die NOS beschloss, die Show einzustellen und lediglich Wiederholungen zu zeigen.
Staartjes spielte auch in Het Klokhuis mit, einer lehrreichen Kindersendung, die seit 1988 ausgestrahlt wird. Sein bevorzugter Charakter war Professor Doktor Fetze Alsvanouds, ein Professor von der Universität Harderwijk. Staartjes entwickelte die Show gemeinsam mit Ben Klokman. Er begrüßte auch jährlich den Sinterklaas bei seiner jährlichen Ankunft in den Niederlanden für fast 20 Jahre bis in das Jahr 2001. 2002 spielte er im TV-Drama Mevrouw de minister und 2006 stellte er den Zirkusdirektor Willy Waltz in der siebenteiligen Serie Waltz dar.
2016 spielte er in der belgischen und niederländischen Serie Wenn die Deiche brechen mit. Die Serie erschien 2019 im NDR und hatte sechs Folgen.

### Persönliches und Tod
Staartjes war 22 Jahre alt, als sein erstes Kind geboren wurde. 16 Jahre später ließ er sich von seiner ersten Frau scheiden. Er heiratete später eine Frau namens Hanna.
Am 10. Januar 2020 war Staartjes in Leeuwarden in eine Kollision zwischen einem Auto und seinem Vierrad verwickelt. Er wurde in einem kritischen Zustand ins Krankenhaus gebracht und starb zwei Tage später. Er wurde 81 Jahre alt.

## Filmographie (Auswahl)
- De Fabeltjes Krant (TV-Serie), Stimme von Rocus de Vrije Vogel (1969–72)
- De Stratemakeropzeeshow (TV-Serie)
- Kriegswinter (1975, Mini-TV-Serie), Regisseur[5][6]
- Pinkeltje (1978, Film), als Pinkeltje
- De Film van Ome Willem (TV-Serie)
- J.J. de Bom, voorheen de Kindervriend (TV-Serie), als Hein Gatje (1979–81)
- Het Klokhuis (TV-Serie, 1988), als Fetze Als-vanouds
- Waltz (TV Mini-Serie, 2006) 2006, als Willy Waltz
- Wenn die Deiche brechen (Fernsehserie, 2016, 6 Folgen)
- Kameleon de serie (TV-Serie, 2018)
- Bloody Marie (Film, 2019)